# Ippei Takeda
Ippei Takeda (13 de marzo de 1997) es un deportista de Japón que compite en atletismo. Ganó una medalla de plata en el Campeonato Mundial de Atletismo Sub-20 de 2016, en la prueba de 4 × 100 m.